# Prometheus (raketmotor)
Prometheus är en raketmotor som utvecklas på initiativ av Europeiska rymdorganisationen (ESA). Utvecklingen påbörjades 2017 för att skapa en återanvändbar metandriven raketmotor för användning på Themis, en raketprototyp som ska demonstrera återanvändbarhet, och Ariane Next, efterföljaren till Ariane 6. Motorn skulle möjligtvis även kunna användas på en version av Ariane 6.  
Prometheus är ett backronym från den ursprungliga franska projektbeteckningen PROMETHEE, som står för "Precursor Reusable Oxygen Methane cost Effective propulsion System". Namnet är hämtat från titanen Prometheus, skapare av mänskligheten och eldens gud. Han är känd för att ha gett eld till mänskligheten i trots mot olympens gudar.
År 2020 beslutades finansieringen av utvecklingsprogrammet och motorn började utvecklas för ESA av Ariane Group.
Motorn ska kunna återanvändas, vilket leder till avsevärt lägre kostnader än traditionella raketmotorer tillverkade i Europa. Målet är att Prometheus-motorns tillverkningskostnad ska bli en tiondel av kostnaden för Ariane 5:s förstastegsmotor Vulcain.

## Generella egenskaper
Motorn planeras ha följande funktioner:
- Metan-syre som drivmedel.
- Omfattande användning av 3D-utskrift i metall (upp till 50 % av motorn). [3]
- Öppna gasgeneratorcykeln . [5]
- 980 kN dragkraft, justerbar från 30 % till 110 % dragkraft. [5]
- 10 000 kPa kammartryck. [5]
- 360 s specifik impuls (Isp).
- Kunna återanvändas 3 till 5 gånger.
- Produktionskostnad på cirka 1 miljon euro. [5]

## Historik
Europeiska rymdorganisationen inledde finansieringen av utvecklingen av Prometheus-motorer i juni 2017, genom ett anslag på 85 miljoner euro från Future Launchers Preparatory Program. Av dessa kommer 63 % från Frankrike.
I juni 2017 meddelade Patrick Bonguet, chef för Ariane 6-programmet på Arianespace, att det finns en möjligthet att Prometheus-motorn kunde få användning på en framtida version av den förbrukningsbara Ariane 6-raketen. I detta scenario skulle en strömlinjeformad version av Vulcain-motorn, benämnd Vulcain 2.1, ha samma prestanda som Vulcain 2. Den förbrukningsbara Ariane 6 förväntades skjutas upp en första gång under år 2020. Uppskjutningen har dock försenats i flera omgångar och ser ut att ske under slutet av 2023.
I juni 2020 accepterade ESA denna plan och tog helt och hållet finansieringen av utvecklingen av föregångsmotorn till Prometheus för att få "motordesignen till en teknisk mognad som är lämplig för industrin". Målet med det övergripande programmet som angavs i juni 2020 var att använda Prometheus-teknik för att så småningom sänka produktionskostnaden med en faktor tio av den nuvarande Vulcain 2-motorn på Ariane 5:s första steg.
Hösten 2022 tände Ariane Group för första gången en prototyp av motorn vid sin testanläggning i Vernon i Frankrike. I juni 2023 startades en prototyp av motorn för första gången och kördes i 12 sekunder. Längre och längre tester av motorn kommer att utföras under 2023 innan den monteras på en Themisfarkost för de första flygtesterna under kommande år.